# Medima Werke Karl Scheurer
Die Medima Werke Karl Scheurer KG, ab 1990 Medima GmbH, ist ein ehemaliges Unternehmen mit Sitz in Hauingen (heute zu Lörrach) bzw. ab 1962 im benachbarten Maulburg, das Wäsche aus Angora-Wolle herstellte.

## Geschichte
Im Oktober 1932 erfolgte durch Karl Scheurer (1907–1962) die Gründung der Oberbadischen Angorawerke GmbH im damals selbständigen Ort Hauingen bei Lörrach. Der Start mit drei Tieren umfasste nach zwei jähriger Kaninchenzucht bereits 150 Tiere. Bereits 1936 erreichte Produktion und Absatz so ein Niveau, dass die Möglichkeiten der eigenen Zucht überschritten wurden. Ab 1937 wurden Verkaufsbüros in Frankfurt am Main und Freiburg im Breisgau eröffnet. Bereits vor dem Zweiten Weltkrieg wurde ein Niederlassung in Kandern eröffnet.
Der Vertrieb der Angorawäsche erfolgte über den Gesundheitsfachhandel. 1953 wurde der Name Medima (Kürzel für Medizin in Maschen) kreiert und drei Jahre später als Warenzeichen eingetragen. Weitere Produktionsstandorte in Kandern und Tegernau wurden eröffnet. Seit 1970 waren Medima-Produkte nicht nur in Deutschland, sondern auch im übrigen Europa erhältlich. Es folgten weitere Expansionen in den 1980er Jahren. Mit rund 800 erreichte die Mitarbeiterzahl Anfang der 1980er Jahre ihren Höchststand, der Umsatz lag 1981 bei 103,2 Millionen DM (in heutiger Kaufkraft 128 Mio. Euro).
Anfang der 1990er Jahre geriet das Unternehmen in wirtschaftliche Schwierigkeiten. 1994 wurde das Unternehmen von der Quandt-Gruppe übernommen. Die Mitarbeiterzahl sank bis 1997 auf 400, der Umsatz lag 1999 nur noch bei 70 Millionen DM (inflationsbereinigt ein Rückgang um 55 % gegenüber 1981). Im Januar 2001 meldete das Unternehmen Insolvenz an.

## Kommunikation

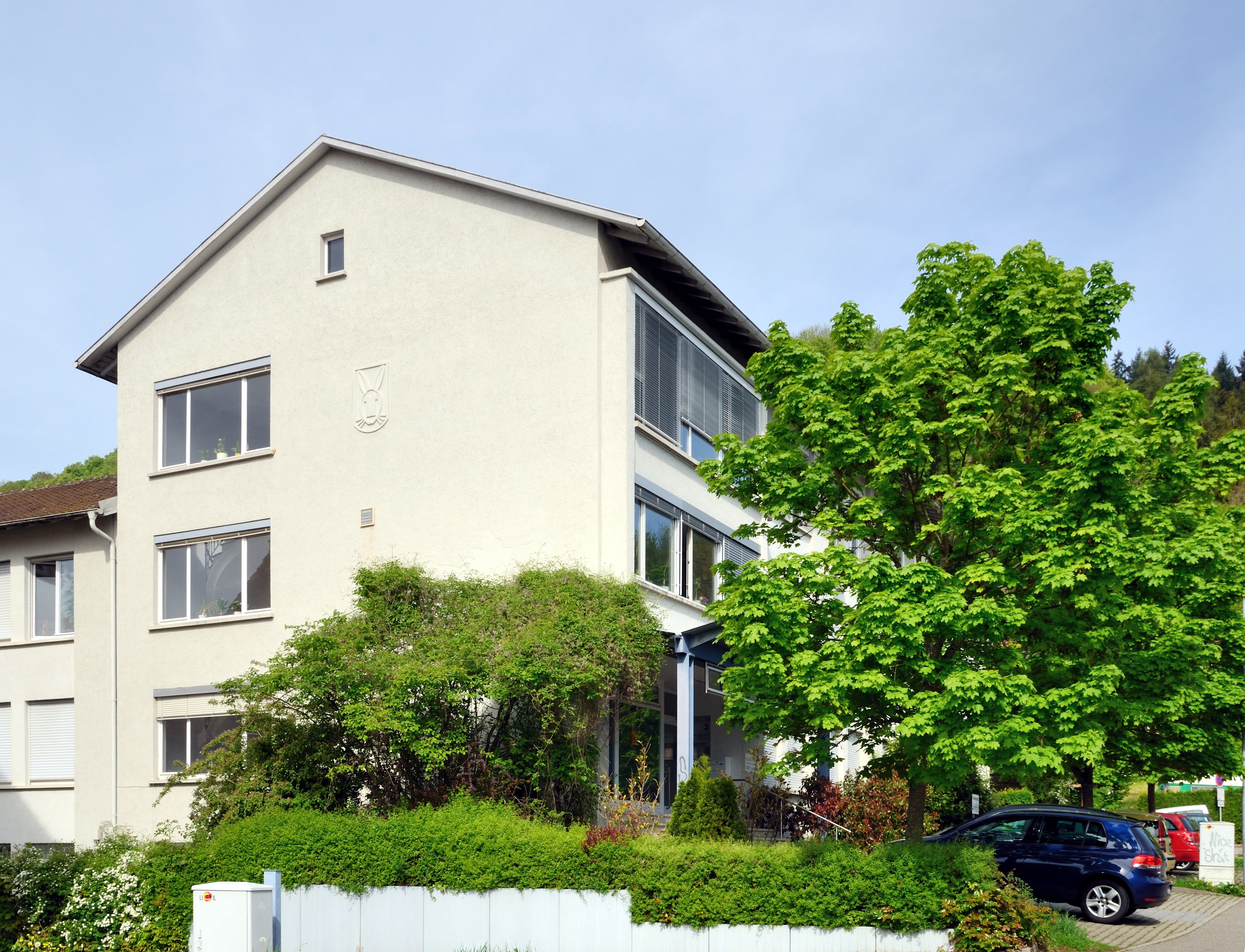
Hasenkopf-Logo an der Fassade des ehemaligen Stammhaus in Hauingen

Mit dem Hasenkopf-Logo und Lampi, dem Medima-Hasen als Zeichentrickfigur, warb Medima in den 1960er Jahren in Fernsehen und Hörfunk. Der Textilhersteller erreichte damit angeblich einen Bekanntheitsgrad von 83 %.
Ab 1971 bis vermutlich Ende der 1980er Jahre gab das Unternehmen die Firmenzeitschrift Echo heraus.

## Markenname
Der Markenname Medima und das Logo wurden nach der Insolvenz von der Peters GmbH in Albstadt-Tailfingen übernommen, die auch einen Teil des Maschinenparks aufkaufte. 2004 entstand die Medima Vertriebs GmbH (ehem. Peters Angora).